# KBS광주 열린마당
《KBS광주 열린마당》은 KBS광주방송총국, KBS목포방송국, KBS순천방송국에서 KBS광주 1TV, KBS목포 1TV, KBS순천 1TV의 매주 금요일 아침 8시 25분부터 9시 30분에 방송되는 KBS광주방송총국이 제작한 텔레비전 프로그램이다.

## 기획 의도
광주광역시, 전라남도 지역의 우리 이웃들의 다양한 삶의 이야기를 진솔하게 전하고자 하는 프로그램이다.

## 방송 시간
| 방송 채널                             | 방송 기간             | 방송 시간                                     |
| ------------------------------------- | --------------------- | --------------------------------------------- |
| KBS광주 1TV, KBS목포 1TV, KBS순천 1TV | 2009년 5월 1일 ~ 현재 | 매주 금요일 아침 8:25 ~ 오전 9:30 (1시간 5분) |

## 현재 MC
- 곽귀근 (남) - 방송인
- 채윤아 (여) - KBS광주방송총국의 아나운서

## 역대 MC
| 대수 | 진행자 | 진행자 | 진행 기간                          | 비고        |
| 대수 | 남성   | 여성   | 진행 기간                          | 비고        |
| ---- | ------ | ------ | ---------------------------------- | ----------- |
| 1대  | 김한별 | 박재효 | 일자 미상                          |             |
| 2대  | 현진우 | 빈칸   | 일자 미상                          |             |
| 3대  | 임정섭 | 채윤아 | 2012년 ~ 2013년 3월 22일           |             |
| 4대  | 임정섭 | 임진숙 | 2013년 3월 29일 ~ 2016년 10월 14일 |             |
| 5대  | 김한별 | 임진숙 | 2016년 10월 21일 ~ 2017년 3월 3일  | [ 1 ]       |
| 6대  | 곽귀근 | 임진숙 | 2017년 3월 17일 ~ 2018년 3월 2일   |             |
| 7대  | 김한별 | 임진숙 | 2018년 3월 9일 ~ 2021년 8월 13일   |             |
| 8대  | 김한별 | 정은아 | 2021년 8월 20일 ~ 2023년 10월 27일 |             |
| 9대  | 임용수 | 정은아 | 2023년 11월 3일 ~ 2024년 8월 30일  |             |
| 10대 | 임정섭 | 채윤아 | 2024년 9월 6일 ~ 2025년 3월 7일    | [ 2 ] [ 3 ] |
| 11대 | 곽귀근 | 채윤아 | 2025년 3월 14일 ~ 현재             |             |